# Pincho

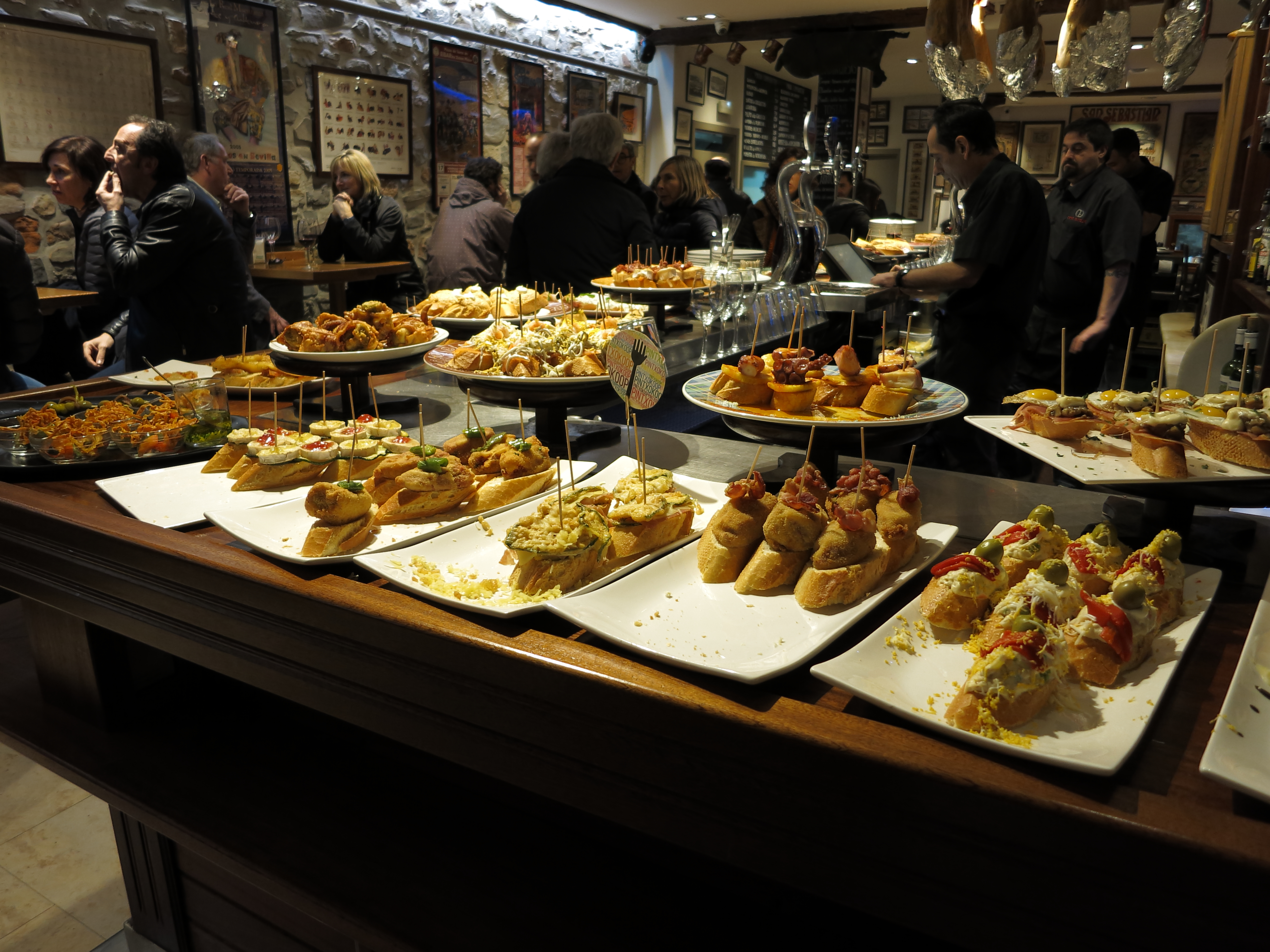
En bardisk med flera sorter pinchos.

En pincho (spanska: [ˈpintʃo]), baskiska pintxo eller asturiska pinchu, är en liten munsbit. Den serveras traditionellt i barer eller små tavernor i norra Spanien (Kantabrien, Asturien, Navarra och kanske främst Baskien).
Pinchos är ett vanligt tilltugg när man ska umgås med vänner eller familj, och utgör således en stark social institution i Baskien och Navarra, lite som fika ses i Sverige. Som koncept liknar det tapas, med den främsta skillnaden att pinchos vanligen är stuckna med tandpetare eller grillspett, ofta till en bit bröd. De serveras i individuella portioner och beställs individuellt och betalas alltid oberoende från drycken. Det kan dock vara möjligt, och inte nödvändigtvis fel, att något kallas för "pincho" på ett ställe och "tapa" på ett annat.
De kallas för pinchos för att de har en pincho (spanska för pigg, tagg), vanligen en tandpetare – eller grillspett för större varianter – stucken genom sig. Pinchos bör inte förväxlas med brochetter, som i Latinamerika också kallas för pinchos. I brochetter är spettet eller tandpetaren det som behövs för att tillaga maten eller hålla ihop den.